# دانشکده حقوق دانشگاه شهید بهشتی
دانشکده حقوق دانشگاه شهید بهشتی یکی از ۱۵ دانشکده دانشگاه شهید بهشتی است که در سال ۱۳۴۵ تأسیس شده است. تعداد پذیرفته شده‌گان اولین سال تأسیس این دانشکده ۱۷۴ نفر بود. دانشکده حقوق دانشگاه شهید بهشتی جزء دانشکده‌های برتر حقوق بوده و با توجه به‌حضور استادان برجسته حقوق در این دانشکده، همواره رقابت قابل توجهی بین داوطلبان برای راه پیدا کردن به این دانشکده بوده و هست. کرسی حقوق بشر، صلح و دموکراسی یونسکو به عنوان تنها کرسی موجود در منطقه خلیج فارس وابسته به این دانشکده است، این دانشکده از شرکای علمی گروه حقوق دانشگاه رضوی نیز می‌باشد.

## رؤسای دانشکده
از زمان تأسیس دانشکده حقوق در سال ۱۳۴۶ تا سال ۱۳۹۶ هشت نفر ریاست این دانشکده را به عهده داشته‌اند، اسامی این افراد به ترتیب عبارت است از:
۱- پرویز صانعی
۲- محمدعلی معتمد تا ۱۳۵۱/۰۴/۱۸
۳- احمد قریشی از ۱۳۵۱/۰۴/۱۸ تا ۱۳۵۴/۰۸/۲۸
۴- مهدی مصلحی از ۱۳۵۴/۰۸/۲۸ تا اردیبهشت ۱۳۵۸
۵- گودرز افتخار جهرمی (دکتری حقوق خصوصی از فرانسه) از اردیبهشت ۱۳۵۸ تا ۱۳۹۰/۱۰/۱۴
۶- باقر شاملو (دکتری حقوق جزا از فرانسه) از ۱۳۹۰/۱۰/۱۴ تا ۱۳۹۱/۰۴/۲۴
۷- حسین مهرپور محمدآبادی (دکتری حقوق خصوصی از دانشگاه تهران) از ۱۳۹۱/۰۴/۲۴ تا ۱۳۹۵/۰۵/۳۱
۸- عباس قاسمی حامد (دکتری حقوق از فرانسه) از ۱۳۹۵/۰۵/۳۱ تا ۱۳۹۷/۰۴/۱۷
۹- ابراهیم بیگ زاده (دکتری حقوق بین‌الملل از فرانسه) از ۱۳۹۷/۰۴/۱۷ تا ۱۴۰۱/۰۵/۳۱
۱۰- عباس قاسمی حامد (دکتری حقوق از فرانسه) از ۱۴۰۱/۰۵/۳۱ تا کنون

## رشته‌ها و گرایشات

### کارشناسی
- حقوق قضایی
- حقوق

### کارشناسی ارشد
- کارشناسی ارشد حقوق خصوصی
- کارشناسی ارشد حقوق عمومی
- کارشناسی ارشد حقوق بین‌الملل
- کارشناسی ارشد حقوق جزا و جرم‌شناسی
- کارشناسی ارشد حقوق بشر
- کارشناسی ارشد حقوق مالکیت فکری
- کارشناسی ارشد حقوق تجارت بین‌الملل
- کارشناسی ارشد حقوق اقتصادی
- کارشناسی ارشد حقوق محیط زیست
- کارشناسی ارشد حقوق خانواده

مراحل راه اندازی رشته کارشناسی ارشد حقوق بیوتکنولوژی و پزشکی در دست اجرا است.

### دکتری
- حقوق خصوصی
- حقوق عمومی
- حقوق بین‌الملل
- حقوق جزا و جرم‌شناسی
- حقوق نفت وگاز
- حقوق تجارت و سرمایه‌گذاری بین‌المللی